# David Edström

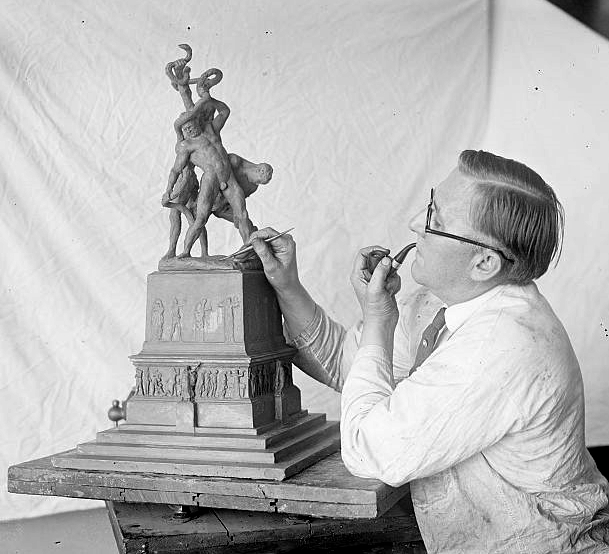
David Edström 1922

Pehr David Emanuel Edström, född 27 mars 1873 i Vetlanda, död 12 augusti 1938 i Los Angeles, var en svensk-amerikansk skulptör. Han var son till frikyrkopredikanten Jonas Petter Edström och Charlotta Carolina Gustafsson samt gift 1901-1907 med författaren Anna Levertin och 1909 med Cora Evelyn Downer.

## Biografi
Edström var sju år när pappan beslöt att familjen skulle emigrera till Amerika. De bosatte sig först i Burlington och senare flyttade de till Ottumwa i Iowa. Han fick tidigt hjälpa till med familjens försörjning och arbetade bland annat som slakteriarbetare och på ett lantbruk. Han tänkte först gå i sin fars fotspår och sökte sig till Central University i Iowa för att utbilda sig till baptistpräst, och samtidigt studerade han skulptur för Johannes Scheiwe i Ottumwa i Iowa. 
Edström gav upp sina studier 1894 och for till New York för att därifrån kunna ta sig över till Sverige. Han fick hyra som kollämpare på ett fartyg som gick på Europa och i november 1894 mönstrade han av i Stockholm. Strax efter ankomsten till Stockholm inledde han sina studier vid Tekniska skolan, han blev 1896 antagen som elev vid Konsthögskolan där han studerade fram till 1900 med stöd från Ernest Thiel. Han drabbades 1899 av en lungsjukdom och även då hjälpte Thiel honom med ekonomiskt stöd till en kombinerad studieresa och hälsoresa till Schweiz några månader. Efter studierna vistades han i Florens 1900-1901 där han gifte sig med Oscar Levertins syster. Han återvände till Stockholm via Paris och var verksam i Stockholm fram till 1904 då han begav sig ut på en resa till Kuba, New York, Florens och Paris. 
Tillsammans med Cora Evelyn Downer drev han en skulpturskola i Paris 1908-1909. Downer introducerade honom i Christian science vars principer han försökte tillämpa i sin undervisning. Han ställde ut separat i London 1909 och utställningen uppmärksammades internationellt och flyttades senare till Berlin och ingick i Konstnärsförbundets utställning i Stockholm 1910. Tillsammans med Carl Larsson ställde han ut i Amsterdam 1911. Han återvände till Amerika 1915 och bosatte sig först i New York men omkring 1920 flyttade han till en permanent bostad i Los Angeles. Han gjorde ett kort återbesök till Sverige 1924 och höll på Nathan Söderbloms inbjudan föreläsningen En konstnärs tankar över tillvaron. Som skulptör blev han mycket uppskattad i Amerika och vid State University of Iowa City byggdes 1925 ett särskilt museum (Edstrom Building) där ett 70-tal av hans verk samlades. Han medverkade med artiklar om både politik och konst i bland annat i  Veckojournalen, Nya Dagligt Allehanda och Göteborgs Morgonpost.
Som porträttskulptör utförde han porträtt av bland annat Axel Romdahl, Ernest Thiel, Eric Trolle, Franz Oppenheimer, Frederik van Eeden, Abraham Lincoln, Gloria Swanson och Ellen Key. Bland hans offentliga arbeten märks monumentet över Florence Nightingale i Lincon Park, Los Angeles och monumentet Man Triumphant samt en fontän i Göteborg i samarbete med arkitekten S. Eriksson och reliefer i Klas Fåhraeus villa på Lidingö.
Edström är representerad vid Nationalmuseum, Thielska galleriet, Bonnierska porträttsamlingen, Göteborgs konstförening, Östergötlands museum, Vetlanda museum och Edstrom Building i Iowa.

## Verk

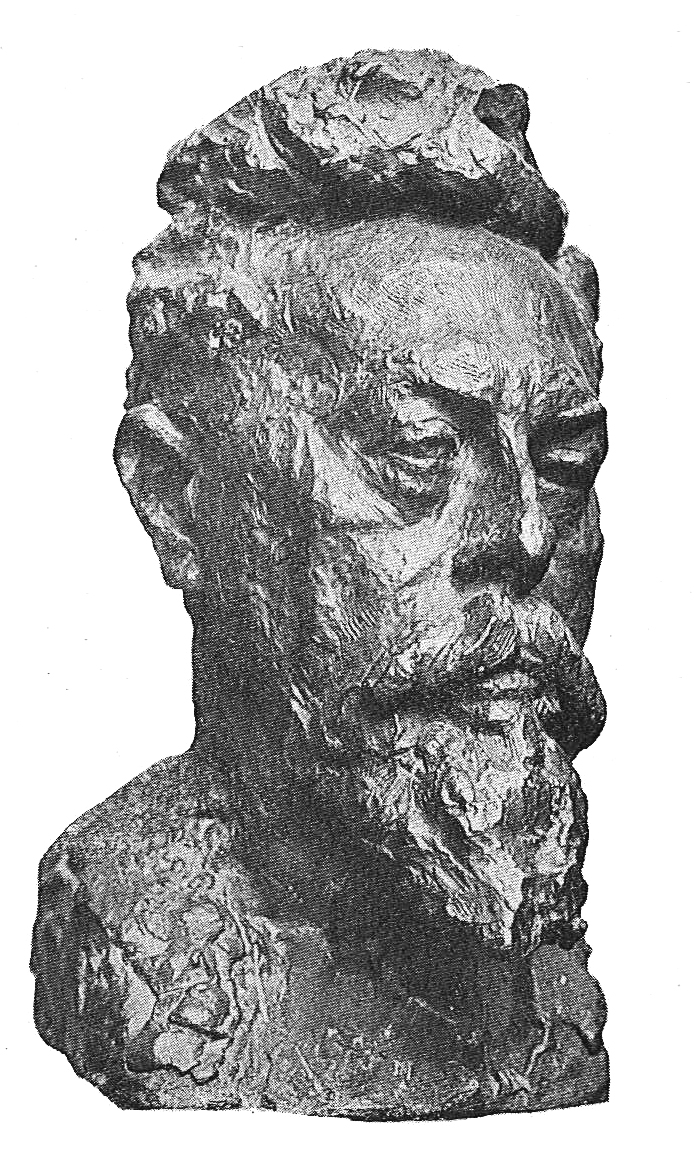
Byst av Karl Otto Bonnier.
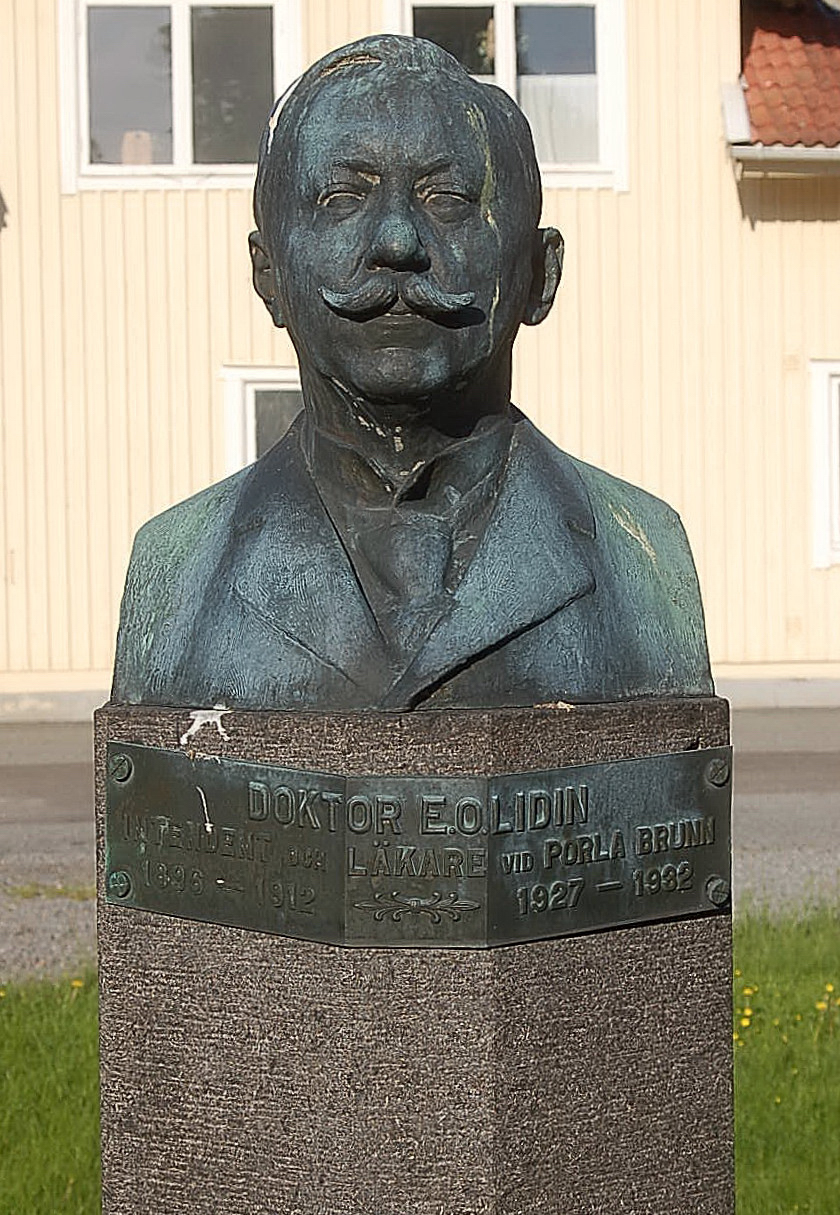
Byst av E. Olidin (Porla brunn)
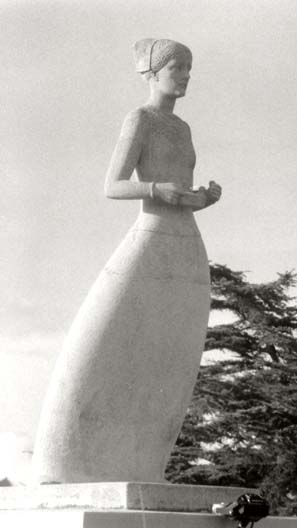
Staty av Florence Nightingale (Laguna Honda Hospital, San Francisco).